# Державний комітет України по нагляду за охороною праці
Державний комітет України по нагляду за охороною праці (Держнаглядохоронпраці) —  орган державної виконавчої влади, що діяв з 27 січня 1993 по 9 березня 1998. 
Поділявся на територіальні управління. Мав експертно-технічний центр.

## Історія
- 1993 - Державний комітет України по нагляду за охороною праці (Держнаглядохоронпраці) утворений на  базі Державного комітету по нагляду за безпечним веденням робіт у  промисловості і  гірничому нагляду (постанова Кабінету Міністрів України від 27 січня 1993 N 62)
- 1998 - передав правонаступництво Комітету по нагляду за охороною праці України (Держнаглядохоронпраці), який став центральним  органом  виконавчої  влади, підпорядкованим Міністерству праці та соціальної політики України, (Указ Президента України від 9 березня 1998 N 182/98)

### Подальші правонаступники
- 2000 - Державний  департамент з нагляду за охороною праці (Держнаглядохоронпраці)  є урядовим органом державного управління, який діє у складі Мінпраці та йому підпорядковується. Держнаглядохоронпраці є правонаступником Комітету по  нагляду за охороною праці (постанова Кабінету Міністрів України від 6 червня 2000 р. N 925
- 2003 - Державний комітет України з нагляду за охороною праці (Держнаглядохоронпраці України) є центральним  органом  виконавчої влади,  діяльність  якого  спрямовується і координується Кабінетом Міністрів України. Держнаглядохоронпраці України є правонаступником  Державного департаменту з нагляду за охороною праці. (Указ Президента України від 16 січня 2003 N 29/2003)
- 2005 - Державний департамент промислової безпеки, охорони праці та гірничого  нагляду  як  урядовий  орган державного управління утворений у складі Міністерства  з  питань  надзвичайних ситуацій та у справах захисту населення від наслідків Чорнобильської катастрофи (постанова КМУ від 15 липня 2005 N 590)
- 2006 - Державний комітет України з промислової безпеки, охорони праці та гірничого нагляду (Держгірпромнагляд) є спеціально уповноваженим центральним органом виконавчої влади  з  промислової безпеки, охорони праці, державного гірничого нагляду та державного регулювання у сфері безпечного поводження з вибуховими матеріалами промислового   призначення,   діяльність   якого  спрямовується і координується Кабінетом Міністрів України (постанова Кабінету Міністрів України від 23 листопада 2006 N 1640)